# 北京广播电视台文艺频道
北京广播电视台文艺频道（BRTV-文艺）以“传播时代强音，服务首都老百姓”为宗旨，通过有线、无线信号覆盖北京市区

## 主要栏目
- 每日文艺播报
- 文娱午报
- 我爱我家
- 影视风云
- 音乐风云榜（光线传媒节目）（已停播）
- 我家有明星
- 春妮的周末时光
- 笑动剧场
- 文化之约
- 光荣绽放
- 星夜故事
- 脱口而出（已停播）
- 欢天戏地